# 直尺

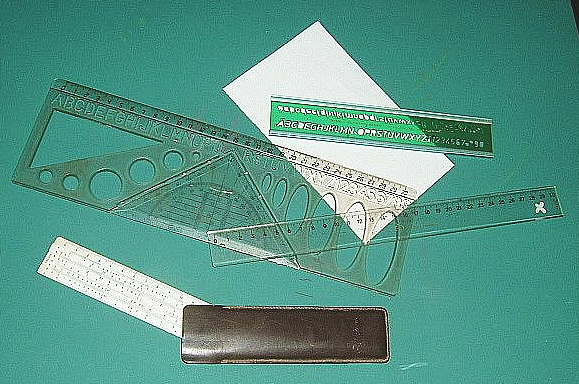
各種不同直尺

直尺，亦稱為間尺，是一種用於量度長度的儀器或文具，通常用於量度較短的距離或畫出直線。現代的直尺則多與三角尺、量角器、圓規等製成套裝出售。「直尺」在尺規作圖中只能畫出無窮長的直線，是不能有刻度的。但現今的直尺通常泛指刻度尺。

## 歷史
直尺的發明者无人知晓 ，坊間流傳直尺和圓規是由伏羲及女媧發明的。山東東漢武梁祠石室留有「伏羲氏手執矩，女媧氏手執規」的塑像，其中的「矩」所指的便是「直尺」了。
數學王子高斯曾於19歲時只用圓規和直尺畫出正十七邊形，解決了兩千年來懸而未決的難題。

## 外觀
- 質料各不同，有鐵、木、塑膠......有一定硬度，否則為軟尺。
- 最少刻度，一般都是1毫米。
- 標度單位常為厘米。
- 長度，常見的是1米的米尺和15厘米的短尺，但沒有實際規限，所以長度由一厘米到四五米的都有。
- 刻度線有兩種：頂端（直尺一開始就是）和非頂端（刻度線前方尚有一段空白，約1厘米）。
- 最大誤差，通常不多於0.2毫米。
  - 合規格的最大誤差：
    - 長度小於30厘米的最大誤差為±0.1毫米
    - 長度30厘米到50厘米的最大誤差為±0.15毫米
    - 長度50厘米到1米的最大誤差為±0.2毫米

## 使用技巧
- 垂視直尺，減低視差。
- 儘量把測物貼至最近刻度線。
- 不要以端點作測量點，端點易磨損而有較大誤差。
- 以不同起點測量多次，取其平均數，結果會較為準確，可有效減低因刻度不平均而引起的誤差。

## 用處
- 量度距離。
- 畫直線。